# Morland (Kansas)
Morland és una població dels Estats Units a l'estat de Kansas. Segons el cens del 2000 tenia 164 habitants.

## Demografia
Segons el cens del 2000, Morland tenia 164 habitants, 70 habitatges, i 48 famílies. La densitat de població era de 134,7 habitants/km².
Dels 70 habitatges en un 25,7% hi vivien nens de menys de 18 anys, en un 62,9% hi vivien parelles casades, en un 5,7% dones solteres, i en un 31,4% no eren unitats familiars. En el 27,1% dels habitatges hi vivien persones soles el 15,7% de les quals corresponia a persones de 65 anys o més que vivien soles. El nombre mitjà de persones vivint en cada habitatge era de 2,34 i el nombre mitjà de persones que vivien en cada família era de 2,81.
Per edats la població es repartia de la següent manera: un 24,4% tenia menys de 18 anys, un 3% entre 18 i 24, un 28,7% entre 25 i 44, un 26,2% de 45 a 60 i un 17,7% 65 anys o més.
L'edat mediana era de 41 anys. Per cada 100 dones de 18 o més anys hi havia 100 homes.
La renda mediana per habitatge era de 32.917 $ i la renda mediana per família de 41.250 $. Els homes tenien una renda mediana de 17.250 $ mentre que les dones 21.250 $. La renda per capita de la població era de 17.060 $. Entorn del 10,2% de les famílies i l'11,4% de la població estaven per davall del llindar de pobresa.

## Poblacions més properes
El següent diagrama mostra les poblacions més properes.